# Aleida Betsy Terpstra
Aleida Betsy Terpstra (Hilversum, 1913 - Stadtlohn, 9 mei 1995) was een Nederlands juriste en kunsthistorica.

## Biografie
Terpstra was de dochter van historicus en docent aan het Hilversums gymnasium dr. Heert Terpstra (1884-1964) en neerlandica Elizabeth Petronella Roorda (1885-1966). Ze studeerde af in de rechten in 1937 en in 1941 in de kunstgeschiedenis (bij prof. dr. W. Vogelsang) aan de Universiteit Utrecht. Ze was in 1935 vice-ab-actis van de UVSV. Ze promoveerde te Utrecht op 28 november 1958 op Moderne kunst in Nederland 1900-1914. Dit werk wordt beschouwd als een van de eerste en belangrijkste op het gebied van de vroeg-moderne Nederlands kunst, tezamen met dat van Hans Jaffé (1915-1984) over De Stijl. Haar werk werd vervolgens vrijwel altijd geciteerd en aangehaald in later werk over de vroeg-moderne Nederlandse schilderkunst. Het boek werd op instigatie van Carel Blotkamp in 1987 nog herdrukt, voorzien van een door haar nieuw geschreven voorwoord en nu van kleurenafbeeldingen. Ze betoogde daarin dat Jan Sluijters een van de eerste modernisten was die invloed hadden op Piet Mondriaan, zoals de laatste zelf had aangegeven.
Enige maanden was ze verbonden aan het Haags Gemeentemuseum onder Victorine Hefting, gaf ze kunstgeschiedenis op een middelbare school en gaf rondleidingen in het Van Abbemuseum in Eindhoven waar haar man aan Philips was verbonden en zij toen woonden. In 1969 schreef zij de inleiding bij een Tentoonstelling van Oud-Maastrichtse keramiek waar ze ook in 1970 over publiceerde. In 1989 publiceerde ze over Mondriaan die ook in haar proefschrift een grote plaats had ingenomen en die tot haar meest geliefde schilders behoorde; ze analyseerde daarin de sleutelroman De ondergang van een dorp van P.H. van Moerkerken. In hetzelfde jaar leidde zij een tentoonstellingscatalogus in, Leo Gestel 1881-1941, over een schilder die in haar proefschrift ook aanwezig is. Zowel zij als haar man aqualleerden ook zelf.
Terpstra trouwde in 1942 met chemicus dr. Robert Loosjes (1913-1992), telg uit het geslacht Loosjes, met wie ze een dochter had. Dr. mr. A.B. Loosjes-Terpstra overleed in 1995.